# Saxifraga subamplexicaulis
Saxifraga subamplexicaulis är en stenbräckeväxtart som beskrevs av Adolf Engler och Irmsch.. Saxifraga subamplexicaulis ingår i Bräckesläktet som ingår i familjen stenbräckeväxter. Inga underarter finns listade i Catalogue of Life.